# União das Freguesias de Vila Chã (São João Baptista e Santiago)
Die União das Freguesias de Vila Chã (São João Batista e Santiago) ist eine portugiesische Gemeinde (Freguesia) im Kreis (Concelho) Ponte da Barca im Nordwesten Portugals.

## Geschichte
Die Gemeinde entstand im Zuge der Gebietsreform vom 29. September 2013 durch die Zusammenlegung der ehemaligen Gemeinden São João Baptista de Vila Chã und Santiago de Vila Chã. São João Baptista de Vila Chã wurde Sitz der neuen Verwaltung.

## Demographie
| Freguesia | Freguesia                              | Freguesia | Freguesia       | ehemalige Freguesias | ehemalige Freguesias          | ehemalige Freguesias | ehemalige Freguesias |
| --------- | -------------------------------------- | --------- | --------------- | -------------------- | ----------------------------- | -------------------- | -------------------- |
| Wappen    | Freguesia                              | Einwohner | Fläche in (km²) | Wappen               | Freguesia                     | Einwohner            | Fläche in (km²)      |
|           | Vila Chã (São João Batista e Santiago) | 540       | 16,76           |                      | São João Baptista de Vila Chã | 481                  | 14,32                |
|           | Vila Chã (São João Batista e Santiago) | 540       | 16,76           | Santiago de Vila Chã | 139                           | 2,44                 |                      |